# الروضة (الغربية)
الروضة إحدى قرى مركز السنطة التابع لمحافظة الغربية بجمهورية مصر العربية، ويجاورها قرى أشناواي وأخناواي. فصلت القرية عن طوخ مزيد في 1228 هـ باسم عزبة طوخ، ثم غير اسمها إلى الروضة.

## السكان
بلغ عدد سكان الروضة 8128 نسمة حسب تقدير عام 2018.
| السنة  | 1882 | 1897 | 1907 | 1927 | 1947 | 1960 | 1976 | 1986 | 1996 | 2006  | 2018 |
| ------ | ---- | ---- | ---- | ---- | ---- | ---- | ---- | ---- | ---- | ----- | ---- |
| القرية | 1162 | 1438 | 1883 | 2053 | 1757 | 2428 | 3246 | 4206 | 5129 | 5,964 | 8128 |